# Baños del Huerva
Los baños del Huerva fueron una casa de baños de la ciudad española de Zaragoza, ya desaparecida.

## Descripción
El establecimiento, cuya construcción se habría efectuado en el año 1839, estaba situado en la ciudad española de Zaragoza, en las inmediaciones de las puertas de Santa Engracia y Quemada. Se trataba de la segunda casa de baños de la ciudad y formaba parte de la extensión y reordenación de Zaragoza hacia el sur una vez que el abrazo de Vergara hacía que esa zona extramuros volviera a considerarse de interés.
Aparece descrito en la Guía de Zaragoza (1860) de Vicente Andrés con las siguientes palabras:

—del Huerva. Bello y muy agradable es el aspecto que presenta este moderno edificio, cuya construccion data del año 1839. Situado, como se halla, extramuros de la ciudad, pero próximo á las puertas de Santa Engracia y Quemada, reune el doble eliciente, de que su camino, es uno de los mejores paseos, que se conoce por el de las Tapias, y que tiene á su inmediacion el dilatado y hermoso soto, que se estiende por la márgen izquierda del rio, que los lame, y cuyo nombre llevan los baños. Tiene su frente y entrada principal por el mismo paseo; y á su espalda, una pequeña alamedita, que tambien le pertenece. Con tales condiciones, rodeado de árboles, de abundantes aguas, y á la vista de largas hileras de olivos, puede bien considerarse, como una verdadera casa de campo. El edificio, aunque sencillo, es de buenas proporciones y bien distribuido: cuenta en su recinto, con veinte y cuatro espaciosos cuartos, pintados, y algunos de ellos con dos baños ó pilas. Los doce que dan al frente de la entrada se hallan precedidos de una espaciosa galería con pórticos, formados por ocho columnas, que sostienen un magnífico terrado, desde el que se descubre un hermoso paisage. Tanto el terrado como las pilas, se encuentran cubiertos de zinc. Contribuye mucho á la agradable perspectiva de estos baños, el jardin que en su interior aparece.
(Andrés, 1860, p. 85)